# Sjevernofilipinski jezici
Sjevernofilipinski jezici nekad naziv za jednu od glavnih skupina malajsko-polinezijske porodice koji se govore na sjevernim Filipinima. Prema novijoj klasifikaciji njezini jezici čine danas dio filipinske jezične skupine. Obuhvaćala je (72) jezika:
a. Bashiic-središnji Luzon-sjeverni Mindoro (16):  
a1. Bashiic (3):
a. Ivatan (2): ibatan, ivatan,
b. Yami (1): yami;
a2. Centralni Luzon (10):
a. Pampangan (1): pampangan;
b. Sambalic (8): ayta (5 jezika: ambala ayta, abenlen ayta, bataan ayta, mag-indi ayta, mag-anchi ayta), bolinao, botolan sambal, tinà sambal;
c. Sinauna (1): hatang-kayey (remontado agta);
a3. sjeverni Mindoro/Northern Mindoro (3): alangan, iraya, tadyawan;
b. sjeverni Luzon (56):
b1. Arta (1) : arta;
b2. Ilocano (1): ilocano;
b3. sjeverni kordiljeri/Northern Cordilleran (21):
a. Dumagat (9):
a1. sjeverni (6): casiguran dumagat agta, central cagayan agta, dicamay agta, dupaninan agta, kasiguranin, paranan;
a2. južni (3): alabat island agta, camarines norte agta, umiray dumaget agta;
b. Ibanagic (12):
b1. Gaddang (2): ga'dang, gaddang;
b2. Ibanag (7): faire atta, ibanag, itawit, pamplona atta, pudtol atta, villa viciosa agta, yogad;
b3. Isnag (2): adasen itneg, isnag;
b4. moyadan itneg;
b4. južni-centralni kordilljeri/South-Central Cordilleran (33):
a. Alta (2): sjeverni alta i južni alta;
b. centralni kordiljeri/Central Cordilleran (23):
b1. Isinai (1): isinai;
b2. Kalinga-Itneg (13): 
a. Itneg (4): binongan itneg, inlaod itneg, maeng itneg, masadiit itneg;
b. Kalinga (9): banao itneg, butbut kalinga, donjotanudanski kalinga (lower tanudan kalinga),  gornjotanudanski kalinga, južni kalinga, limos kalinga, lubuagan kalinga, mabaka valley kalinga, madukayang kalinga;
b3. Nuclear Cordilleran (9): 
a. Balangao (1): balangao;
b. Bontok-Kankanay (4);
b1. Bontok (2): centralni bontoc, finallig;
b2. Kankanay (2): sjeverni kankanay, kankanaey;
c. Ifugao (4): amganad ifugao, batad ifugao, tuwali ifugao, mayoyao ifugao;
c. južni kordiljeri/Southern Cordilleran (8):
c1. Ilongot (1): ilongot;
c2. Pangasinic (7): 
a. Benguet (6): 
a1. Ibaloi-Karao (2): ibaloi, karao;
a2. Iwaak (1): i-wak;
a3. Kallahan (3): keley-i kallahan, kayapa kallahan, tinoc kallahan;
b. pangasinan.

## Vanjske poveznice
- Ethnologue (14th)